# Apeadero de Vilarinha
Nota: No confundir con el Apeadero de Vilarinho, en la Línea del Tua.
El Apeadero de Vilarinha, originalmente denominado Apeadero de Biquinha, fue una estación ferroviaria del Ramal de Matosinhos, que servía a la localidad de Vilarinha, en el Distrito de Porto, en Portugal.

## Historia
El Ramal de Matosinhos fue construido por los empresarios Dauderni & Duparchy en 1884, para el transporte de piedras desde las Canteras de São Gens hasta los muelles del Puerto de Leixões; en 1893, comenzaron los convoyes de pasajeros y mercancías, por la Compañía del Camino de Hierro de Porto a Póvoa y Famalicão.

### Cierre
El 30 de junio de 1965, fue cerrada la explotación ferroviaria del Ramal de Matosinhos.